# Yingjiangit
Yingjiangit ist ein sehr selten vorkommendes Mineral aus der Mineralklasse der „Phosphate, Arsenate und Vanadate“. Es kristallisiert im orthorhombischen Kristallsystem mit der Zusammensetzung K2Ca[(UO2)7|(OH)6|(PO4)4]·6H2O, ist also chemisch gesehen ein wasserhaltiges Kalium-Calcium-Uranyl-Phosphat.
Yingjiangit entwickelt nur kleine, faserige bis nadelige Kristalle im Mikro- bis Millimeterbereich oder körnige bis massige Mineral-Aggregate von goldgelber bis blassgelber Farbe.

## Etymologie und Geschichte
Benannt wurde das Mineral nach seiner Typlokalität, dem Kreis Yingjiang (Dehong) in der Provinz Yunnan, China. Erstmals beschrieben wurde es 1990 durch Zhangru Chen, Zuzhu Huang und Xiaofa Gu.

## Klassifikation
In der veralteten 8. Auflage der Mineralsystematik nach Strunz war der Yingjiangit noch nicht aufgeführt.
In der zuletzt 2018 überarbeiteten Lapis-Systematik nach Stefan Weiß, die formal auf der alten Systematik von Karl Hugo Strunz in der 8. Auflage basiert, erhielt das Mineral die System- und Mineralnummer VII/E.07-025. Dies entspricht der Klasse der „Phosphate, Arsenate und Vanadate“ und dort der Abteilung „Uranyl-Phosphate/Arsenate und Uranyl-Vanadate mit [UO2]2+–[PO4]/[AsO4]3− und [UO2]2+–[V2O8]6−, mit isotypen Vanadaten (Sincositreihe)“, wo Yingjiangit zusammen mit Althupit, Arsenovanmeersscheit, Arsenuranylit, Bergenit, Dewindtit, Dumontit, Françoisit-(Ce), Françoisit-(Nd), Hügelit, Kamitugait, Kivuit, Metavanmeersscheit, Mundit, Nielsbohrit, Phosphuranylit, Phuralumit, Phurcalit, Renardit und Vanmeersscheit eine unbenannte Gruppe mit der Systemnummer VII/E.07 bildet.
Die von der International Mineralogical Association (IMA) zuletzt 2009 aktualisierte 9. Auflage der Strunz’schen Mineralsystematik ordnet den Yingjiangit in die Klasse der „Phosphate, Arsenate und Vanadate“ und dort in die Abteilung „Uranylphosphate und Arsenate“ ein. Hier ist das Mineral in der Unterabteilung „UO2 : RO4 = 3 : 2“ zu finden, wo es zusammen mit Arsenuranylit, Dewindtit, Phosphuranylit und Renardit die „Phosphuranylit-Phurcalit-Gruppe“ mit der Systemnummer 8.EC.10 bildet.
In der vorwiegend im englischen Sprachraum gebräuchlichen Systematik der Minerale nach Dana hat Yingjiangit die System- und Mineralnummer 42.06.12.01. Das entspricht der Klasse der „Phosphate, Arsenate und Vanadate“ und dort der Abteilung „Wasserhaltige Phosphate etc., mit Hydroxyl oder Halogen“. Hier findet er sich innerhalb der Unterabteilung „Wasserhaltige Phosphate etc., mit Hydroxyl oder Halogen mit (AB)2(XO4)Zq × x(H2O)“ als einziges Mitglied in einer unbenannten Gruppe mit der Systemnummer 42.06.12.

## Kristallstruktur
Yingjiangit kristallisiert orthorhombisch in der Raumgruppe Bmmb (Raumgruppen-Nr. 63, Stellung 6) mit den Gitterparametern a = 13,73 Å; b = 15,99 Å und c = 17,33 Å sowie acht Formeleinheiten pro Elementarzelle. 

## Eigenschaften
Das Mineral ist durch seinen hohen Urangehalt von bis zu 63,9 % stark radioaktiv und weist eine spezifische Aktivität von etwa 114 kBq/g auf (zum Vergleich: natürliches Kalium 31,2 Bq/g). Unter UV-Licht zeigen manche Yingjiangite eine schwache, gelblichgrüne Fluoreszenz.

## Bildung und Fundorte
Yingjiangit entsteht als Sekundärmineral in der Oxidationszone von Uran-Lagerstätten. Begleitminerale sind unter anderem Studtit, Calcurmolit, Tengchongit und Autunit.
In China konnte das Mineral außer an seiner Typlokalität Yingjiang/Yunnan (Tongbiguan) noch in Wengyuan/Guangdong (Xiazhuang) nachgewiesen. Weitere Fundorte sind Ostrov nad Ohří (deutsch Schlackenwerth) in Böhmen/Tschechien; Oelsnitz/Vogtl. und Johanngeorgenstadt im Erzgebirge/Deutschland; sowie in Delta (Utah) in den USA.

## Vorsichtsmaßnahmen
Aufgrund der Toxizität und der starken Radioaktivität des Minerals sollten Mineralproben vom Yingjiangit nur in staub- und strahlungsdichten Behältern, vor allem aber niemals in Wohn-, Schlaf- und Arbeitsräumen, aufbewahrt werden. Ebenso sollten eine Aufnahme in den Körper (Inkorporation, Ingestion) auf jeden Fall verhindert und zur Sicherheit direkter Körperkontakt vermieden sowie beim Umgang mit dem Mineral Atemschutzmaske und Handschuhe getragen werden.